# Monte Titano
Il monte Titano (in romagnolo mont Titén) è un rilievo montuoso dell'Appennino tosco-romagnolo, in particolare dell'Appennino riminese, che si eleva sino 739 m sul livello del mare; essendo il principale rilievo della Repubblica di San Marino, a causa della sua grande estensione il suo nome viene spesso utilizzato per riferirsi alla Repubblica stessa. La cima è nota anche come Monte Brugola nel basso riminese, data la forma apparentemente simile a una chiave esagonale dalla prospettiva della città di Rimini .
Sulle sue cime si trovano le tre rocche della Città di San Marino; la prima si chiama Rocca o Guaita, la seconda Cesta o Fratta e la terza si chiama Montale. Le sue falde si trovano tra il castello della Città di San Marino e Borgo Maggiore.

## Descrizione
Il monte Titano si presenta come un aspro sperone calcareo, situato più vicino al mare rispetto alla catena degli Appennini, che emerge per 200 metri d'altezza sopra un basamento d'argilla situato a 500 metri sopra il livello del mare.
In linea d'aria dista soli 13 chilometri dal mar Adriatico.

## Geografia e ambiente

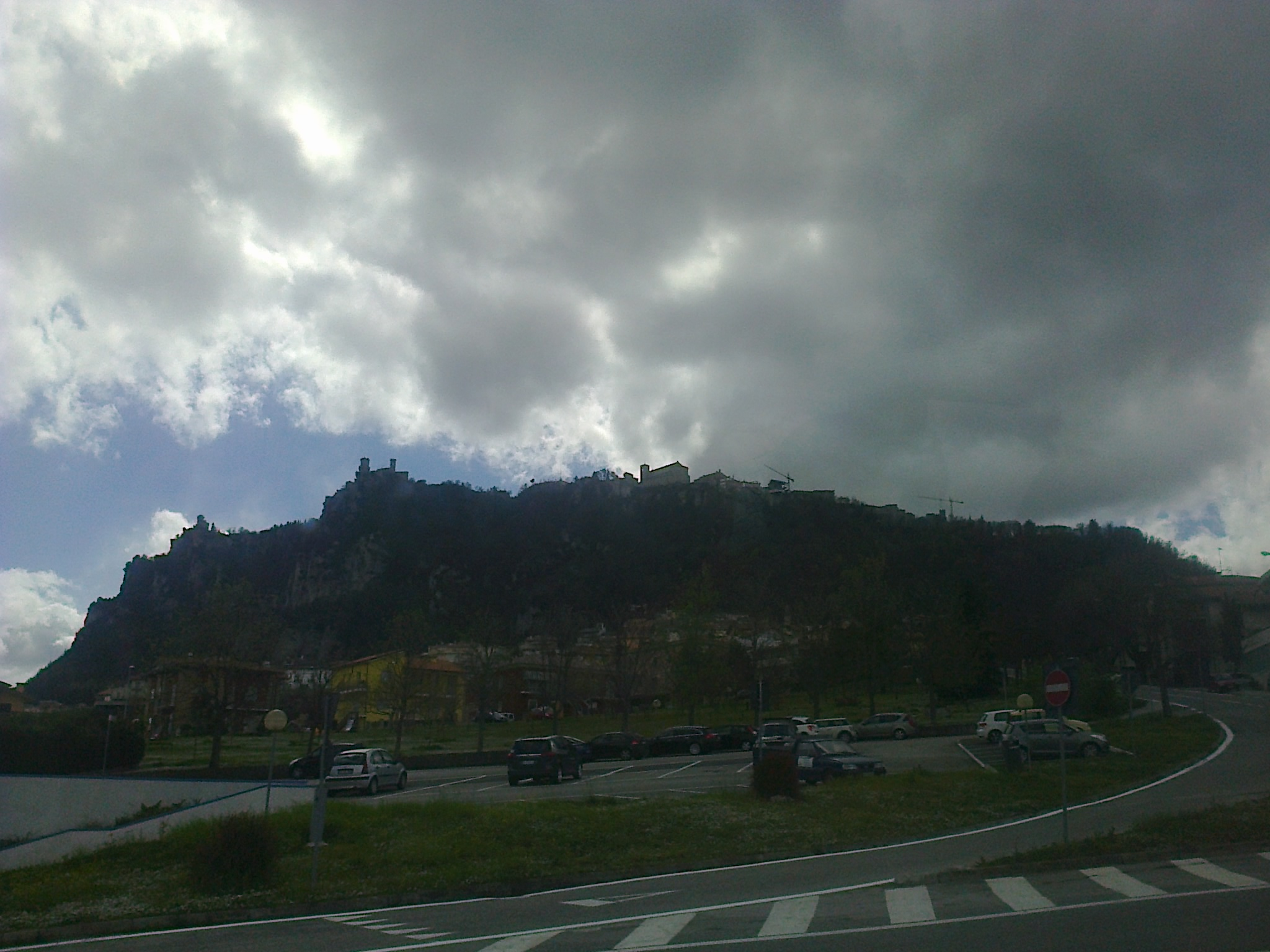
Il monte Titano

La cima del Monte Titano si trova al centro di San Marino (visto nelle mappe in forma approssimativamente rettangolare), a sud-est della Città di San Marino e a nord del paese di Murata, a 10 km (6,2 mi) dalla costa adriatica. Il Monte Titano sembra un aspro affioramento calcareo, situato tra gli Appennini a soli 13 chilometri (si parla di 10 km in un altre fonti) dal Mare Adriatico. Sebbene il punto più alto sia a 739 metri sul livello del mare, lo sperone roccioso è alto al massimo circa 200 metri. Dalla cima del Monte Titano è possibile ammirare paesaggisticamente l'intera nazione di San Marino e i territori circostanti. La montagna dà origine a diversi torrenti, tra cui il Rio San Marino, che scorre lungo il suo versante occidentale attraverso un'ampia valle e confluisce nel fiume Marecchia, e il Rio Cando, che confluisce nel Marano. Il terreno presenta suoli fertili nella pianura dell'Emilia Romagna e dolci colline nelle Marche e nel Montefeltro. 

### Geologia
Il monte Titano si è formato durante l'orogenesi Appenninica plio-pleistocenica.
Durante l'era Terziaria, l'area in cui sorge San Marino era mare. Violenti terremoti hanno causato grandi sconvolgimenti sulla superficie terrestre e a causa di questi intensi terremoti, un ammasso roccioso situato a circa 80 km (50 mi) si è sollevato ed è scivolato lentamente verso il mare Adriatico. Questa massa di roccia ha dato origine a varie montagne, tra cui il Monte Titano. I fossili di vertebrati rinvenuti alle pendici del Monte Titano sono per lo più di origine acquatica, poiché questa roccia un tempo si trovava sotto il mare. Fossili di vari pesci, in particolare denti di squalo sono stati scoperti sul Monte Titano, molti dei quali datati al Miocene. La scoperta fossile più importante è quella di una balena, oggi conservata al Museo di Geologia e Paleontologia “Giovanni Capellini” dell'Università di Bologna.

### Clima
I dintorni del Monte Titano e della città di San Marino hanno un clima temperato mite; la temperatura massima segnalata è di 26 °C (79 °F) in estate mentre la minima è di -7 °C (19 °F) in inverno. Le precipitazioni annuali variano da circa 560 mm a 800 mm.

## Idrografia
Dal monte nascono alcuni torrenti, tra i quali il San Marino che si getta nel fiume Marecchia in località Torello e sfocia nel mar Adriatico a 23 chilometri di distanza, il Cando che si getta nel Marano e sfocia nel mar Adriatico tra Rimini e Riccione e l'Ausa che sfocia a Rimini nell'Adriatico.

## Vegetazione
Sul monte si possono trovare castagni, cerri, maggiociondoli, lecci, cipressi, abeti bianchi e alcuni arbusti come la ginestra, il pungitopo e gli asparagi tipici delle zone più aride, come appunto il territorio sotto le tre torri.
Sulle rupi del monte Titano è presente inoltre l'Ephedra nebrodensis, pianta tipica della Sicilia e della Sardegna. In linea d'aria dista 17 km dal mare.

## Fauna
La fauna selvatica è rappresentata da tutte le classi di vertebrati e, date le caratteristiche montane del territorio, uccelli e mammiferi sono gli animali più diffusi.
Tra essi possiamo ricordare il gheppio, il barbagianni, la civetta, l'allocco, la gazza e la poiana per quanto riguarda gli uccelli e il capriolo, il cinghiale, il daino, la donnola, la faina, l'istrice, la lepre, la puzzola, il riccio, il tasso e la volpe.

## Cammino del Titano
Il Cammino del Titano è un percorso trekking ad anello di 43 km e si snoda attorno al Monte Titano, che resta sempre visibile da ogni punto del percorso, per scoprire le bellezze naturali che circondano l’antica terra della Libertà, ovvero la Repubblica di San Marino. L'itinerario completa la rete sentieristica di 110 km, collegando gli 8 itinerari che si snodano lungo tutti i 9 castelli della Repubblica. Una curiosità sul Cammino: il Monte Titano, Patrimonio UNESCO e simbolo per eccellenza della Repubblica di San Marino è visibile da gran parte del percorso.
L’itinerario del Cammino consiste

## Prima ascensione
Secondo la leggenda, Marino, tagliapietre di Arbe (Dalmazia), giunto a Rimini, si rifugiò sul monte Titano per sfuggire alle persecuzioni anticristiane e lì vi fondò una comunità religiosa. 
Nell'arte il santo viene sempre rappresentato con il monte Titano tra le mani.

## Patrimonio dell'umanità
A partire dal 2008 il monte Titano è stato inserito dall'UNESCO tra i patrimoni dell'umanità, in coppia con il centro storico di San Marino. La motivazione data dal comitato parla di "testimonianza della continuità di una repubblica libera fin dal Medioevo". In particolare sono stati iscritti nel patrimonio: torri, mura, porte e bastioni, la basilica di San Marino dell'Ottocento, alcuni conventi del XIV e XVI secolo, il teatro Titano del XVIII secolo ed il Palazzo Pubblico del XIX secolo.